# Silnice II/192
Silnice II/192 je pozemní komunikace druhé třídy spojující obce v Plzeňském kraji. Měří 9,5 km. Dříve 10 km, když nebyla hotová přeložka. Spojuje obce Bystřice nad Úhlavou, v nichž odbočuje ze silnice II/191, následně přechází řeku Úhlavu, prochází Pocinovicemi a severozápadně od nich skončí na křižovatce s komunikací I/22 v jejím úseku mezi obcemi Loučim a Nové Chalupy, jež jsou součástí města Kdyně.

## Trasa silnice
Odpojení od silnice I/22 – Pocinovice – Bystřice nad Úhlavou – napojení na silnici II/191.

## Vodstvo na trase
- řeka Úhlava